# АГС (фільтр)
АГС — фільтр пошукової системи «Яндекс», покликаний мінімізувати фактор стороннього впливу результат пошукової видачі. За допомогою цього алгоритму «Яндекс» заносить сайти до чорного списку. Згодом фільтр удосконалився, отримуючи назви АГС-17, АГС-30, АГС-40 та АГС-2015.

## Призначення
Фільтр призначений для боротьби з сателітами, створеними не для людей, а для заробітку розміщенням на них тематичних посилань на основний сайт (просувається сателітами) або оплачених посилань з бірж. На таких сайтах може бути велика кількість неякісної та непотрібної інформації, яка не несе в собі будь-якої користі для відвідувачів.